# Mary Earle
Mary Davidson Earle (de soltera Cameron; Banavie, 20 de octubre de 1929-Palmerston North, 18 de abril de 2021) fue una tecnóloga de alimentos de Nueva Zelanda nacida en Escocia. Fue la primera mujer miembro de la facultad de un departamento de ingeniería de una universidad en Nueva Zelanda cuando se incorporó al Departamento de Tecnología Alimentaria de la Universidad Massey en 1965.

## Primeros años
Earle nació como Mary Davidson Cameron el 20 de octubre de 1929 en Banavie, cerca de Ben Nevis en Escocia, la hija de Ronald Cameron. Estudió ingeniería química en la Universidad de Glasgow y completó su doctorado en ciencias de los alimentos allí en 1957. El título de su tesis doctoral fue The purification of soya lipoxidase («La purificación de la lipoxidasa de soja»). Luego trabajó en el desarrollo de productos en la industria alimentaria británica durante cinco años.
Mientras estudiaba en Glasgow, conoció a su esposo, Richard Lawrence Earle, quien también estaba realizando estudios de doctorado allí, y la pareja se casó en 1961.

## Carrera en Nueva Zelanda
Después de mudarse a Nueva Zelanda en 1961, Earle comenzó a trabajar en el Instituto de Investigación de la Industria de la Carne de Nueva Zelanda. Se unió al personal del Departamento de Tecnología de Alimentos de la Universidad Massey en 1965, convirtiéndose en la primera mujer académica de ingeniería en Nueva Zelanda. Su trabajo inicial fue agregar rigor al curso de posgrado de la universidad en tecnología alimentaria, que se había establecido el año anterior a su incorporación a Massey. Con el tiempo, desarrollaría el Centro de Investigación de Tecnología de Alimentos, que puso los recursos de la universidad a disposición de la industria.
En 1992, Earle se convirtió en profesora titular cuando la Universidad Massey le otorgó una cátedra personal, la primera en la facultad de tecnología de la universidad. Fue la cuarta mujer profesora en Massey. Se retiró de Massey en 1994 y se le otorgó el título de profesora emérita.
Earle sirvió en la junta del Instituto de Investigación de Cultivos y Alimentos de Nueva Zelanda y fue directora de la Junta de la Industria Porcina.

## Vida posterior y muerte

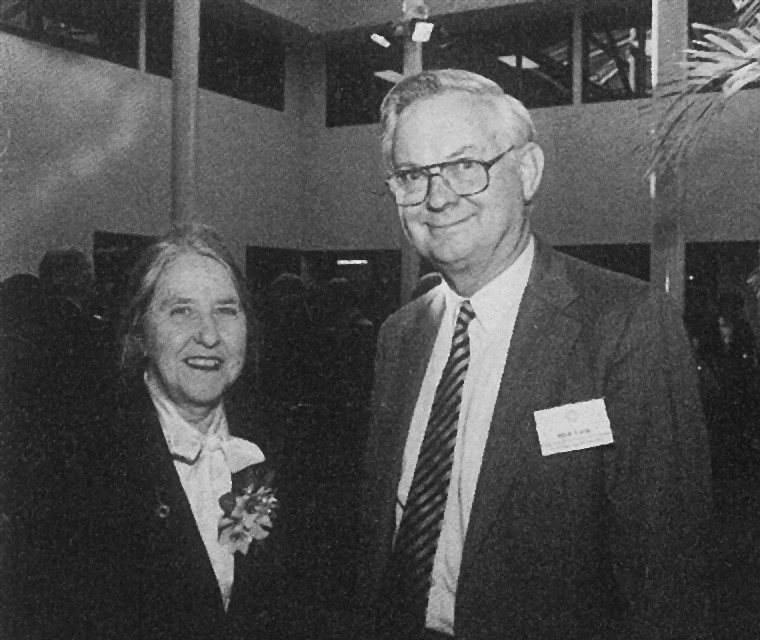
Mary y Dick Earle en 1995.

Cuando se jubilaron, Mary y Dick Earle escribieron ocho libros juntos, incluido Creating New Foods: The Product Developer's Guide («Creando nuevos alimentos: Guía del desarrollador de productos») en 2009. Establecieron programas de becas y subvenciones para apoyar a los estudiantes, en particular a las mujeres, en ingeniería y tecnología, y fundaron Earle Creativity and Development Trust para desarrollar y fomentar la ciencia y la tecnología, las artes visuales y bellas artes, la literatura y la historia, y la música en Manawatū y regiones de Rangitīkei.
Mary Earle murió en Palmerston North el 18 de abril de 2021 y eligió ser enterrada en Turakina, donde habían vivido algunos de los primeros inmigrantes escoceses en Nueva Zelanda. Había sido presidenta de la Asociación Clan Cameron de Nueva Zelanda, cuyos miembros celebran sus raíces escocesas.

## Honores y premios
En 1992, Earle fue elegida miembro honorario de la Institución de Ingenieros de Nueva Zelanda. En los 1993 Queen's Birthday Honors, fue nombrada Oficial de la Orden del Imperio Británico, por servicios a la tecnología alimentaria, y el mismo año fue una de las 544 receptoras de la Medalla del Centenario del Sufragio de Nueva Zelanda.
En 2018, Earle recibió un título honorario de Doctor en Ciencias por la Universidad Massey. También recibió un doctorado honorario de la Universidad de Khon Kaen en Tailandia y fue miembro honorario del Instituto de Ciencia y Tecnología de Alimentos.